# Меглинген (Осталбкрајс)
Меглинген (њем. Mögglingen) општина је у њемачкој савезној држави Баден-Виртемберг. Једно је од 42 општинска средишта округа Осталб. Посједује регионалну шифру (AGS) 8136043.

## Географски и демографски подаци
Општина се налази на надморској висини од 413 метара. Површина општине износи 10,3 km². У самом мјесту је, према процјени из 2010. године, живјело 4.180 становника. Просјечна густина становништва износи 407 становника/km².

## Међународна сарадња
| Мјесто | Држава    | Врста сарадње | Од    |
| ------ | --------- | ------------- | ----- |
|        | Француска | партнерство   | 1991. |
| Извор  |           |               |       |